# 索伊羅科查山 (比爾卡班巴區)
13°12′33″S 73°03′28″W / 13.20917°S 73.05778°W
索伊羅科查山（Soirococha），是秘魯的山峰，位於該國東南部庫斯科大區，由拉孔本西翁省的比爾卡班巴區負責管轄，屬於安地斯山脈中維爾卡潘帕山脈的一部分，海拔高度5,297米。